# Treasures in the Trash Museum
O Treasures in the Trash Museum, ou Museu dos Tesouros no Lixo em português, é um Museu do Lixo na cidade de Nova Iorque. Começou a partir do trabalho do lixeiro Nelson Molina. Em 1981, ele começou a guardar alguns objetos que ele achava valiosos em uma sala já que os funcionários são proibidos de levar itens para casa. Alguns colegas seguiram o exemplo e o espaço ficou pequeno. Logo depois eles começaram a usar uma parte da garagem. Isto começou desta maneira informal. Hoje o Treasures in the Trash Museum, Museu dos Tesouros no Lixo em português, ocupa boa parte do segundo piso de um depósito, antiga garagem da companhia de limpeza no no East Harlem. Molina tem a palavra final do que será exposto no museu, sendo, portanto, na prática seu curador. A organização dos itens não segue nenhum critério de data ou país de origem, Molina simplesmente organiza os itens da maneira que mais lhe convém, de uma maneira decorativa.
Os itens deste museu vieram da área que Molina cobria como gari que era entre as ruas 96 e 106 e as avenidas primeira e quinta. Por se tratar de uma área de pessoas ricas ele teve a oportunidade de juntas muitas coisas do lixo das elites.